# Fabián Díez Cuesta
Fabián Diez Cuesta (Biel/Bienne, 11 de junio de 1981) es un cantautor indie español conocido actualmente como Fabián D. Cuesta. 
Ha editado seis discos y un EP bajo el nombre de Fabián desde la más absoluta independencia creativa y discográfica.

## Obra
- 2006 Plegarias EP (Autoeditado)

- 2007 Espera a la Primavera (Liliput/El Diablo)

- 2009 Adiós, Tormenta (Vicious Records/Absolute)

- 2011 Después del incendio y otras cosas así (La Viejita Música)

- 2013 (La Brisa Leve), La Luz Distinta (La Viejita Música)

- 2015 La fe remota (La Viejita Música)

- 2019 El rumor de los tiempos (La Viejita Música) (Fabián y La Banda del Norte)
- 2021 Explicar los pájaros (La Viejita Música) (Fabián y La Banda del Norte)

## Reconocimientos
Plegarias EP fue elegida como una de las mejores demos nacionales de 2006 por Mondosonoro.
Su primer disco, Espera a la primavera, fue elegido por Mondosonoro edición noroeste como el mejor disco editado en 2007.
Su segundo disco, Adiós, tormenta, fue elegido por Efe Eme como el segundo mejor disco nacional editado en 2009.
El País eligió su tercer trabajo (Después del incendio y otras cosas así), como uno de los ocho mejores discos editados en el ejercicio de 2011.
Su cuarto disco, (La brisa leve), La luz distinta fue elegido por Muzikalia como uno de los mejores discos nacionales de 2013 y por Mondosonoro como el segundo mejor disco editado en Castilla y León.
Su quinto disco, La fe remota, también fue elegido por los críticos de El País como uno de los diez mejores discos nacionales editados en el ejercicio de 2015 (concretamente en el 5º puesto), entre los mejores discos nacionales para Muzikalia, y el mejor disco editado en Castilla y León para Mondosonoro.
Su sexto disco, El rumor de los tiempos, fue elegido por Efe Eme como uno de los diez mejores discos nacionales de 2019.